# Allocosa nebulosa
Allocosa nebulosa este o specie de păianjeni din genul Allocosa, familia Lycosidae, descrisă de Roewer, 1959.
Este endemică în Congo. Conform Catalogue of Life specia Allocosa nebulosa nu are subspecii cunoscute.